# Hermann Diebäcker
Hermann Diebäcker (14 de agosto de 1910 – 16 de abril de 1982) foi um político alemão da União Democrata-Cristã (CDU) e ex-membro do Bundestag alemão.

## Vida
Diebäcker foi membro do Bundestag alemão de 1957 a 1969. Ele representou o eleitorado de Münster no parlamento.

## Literatura
Herbst, Ludolf; Jahn, Bruno (2002).  Vierhaus, ed. Biographisches Handbuch der Mitglieder des Deutschen Bundestages. 1949–2002 (em alemão). München: De Gruyter - De Gruyter Saur. 1715 páginas. ISBN 978-3-11-184511-1